# Vetrinți, Veliko Tărnovo
Vetrinți (în bulgară Ветринци) este un sat în comuna Veliko Tărnovo, regiunea Veliko Tărnovo,  Bulgaria. 

## Demografie
Componența etnică a satului Vetrinți
     Bulgari (95,58%)
     Nicio identificare (1,47%)
     Altele (2,94%)
La recensământul din 2011, populația satului Vetrinți era de 136 locuitori. Din punct de vedere etnic, majoritatea locuitorilor (95,58%) erau bulgari. Pentru 1,47% din locuitori nu este cunoscută apartenența etnică.